# Telescopio Jacobus Kapteyn
Il Jacobus Kapteyn Telescope è situato all'Osservatorio del Roque de los Muchachos, dove ha visto la prima luce nel 1984, e fa parte dell’Isaac Newton Group of Telescopes insieme ai telescopi William Herschel e Isaac Newton. È di tipo riflettore, con montatura altazimutale e specchio del diametro di 1 m. Dal 2014 fa parte anche dell'Instituto de Astrofísica de Canarias e del Southeastern Association for Research in Astronomy (SARA).
Il Telescopio Jacobus Kapteyn (JKT) è uno strumento fondamentale per la ricerca e l'osservazione astronomiche situato presso l'Osservatorio Roque de los Muchachos sull'isola di La Palma nelle Isole Canarie, in Spagna. Opera sotto la gestione del Gruppo di Telescopi Isaac Newton, un consorzio composto da diverse istituzioni, tra cui l'Instituto de Astrofísica de Canarias (IAC), il Science and Technology Facilities Council (STFC) del Regno Unito e la Nederlandse Organisatie voor Wetenschappelijk Onderzoek (NWO) dei Paesi Bassi.
Il telescopio prende il nome dall'astronomo olandese Jacobus Kapteyn, noto per i suoi significativi contributi allo studio delle popolazioni stellari e della struttura della Via Lattea. Lo specchio primario del JKT ha un diametro di un metro, il che consente di catturare immagini dettagliate degli oggetti celesti con elevata risoluzione e sensibilità su una vasta gamma di lunghezze d'onda, dall'ultravioletto all'infrarosso.